# Холивуд (Флорида)
Вижте пояснителната страница за други значения на Холивуд.
Холивуд (на английски: Hollywood) е град в щата Флорида, САЩ. Холивуд е с обща площ от 79,80 км² (30,80 мили²) и население от 139 357 жители (2000). Градът не трябва да се бърка с Холивуд в Калифорния, който се намира от другата страна на САЩ на Западния бряг. На 8 февруари 2007 г. тук почива Анна Никол Смит.

## Известни личности
Родени в Холивуд
- Джош Гад (р. 1981), актьор
- Виктория Джъстис (р. 1993), актриса
- Бетани Джой Ленц (р. 1981), актриса

Починали в Холивуд
- Каунт Бейзи (1904 – 1984), музикант
- Джо Димаджо (1914 – 1999), бейзболист
- Анна Никол Смит (1967 – 2007), актриса